# Rodrigo Schlegel
Rodrigo Adrián Schlegel (Remedios de Escalada, 3 de abril de 1997), é um futebolista argentino que atua como zagueiro. Atualmente, joga pelo Orlando City.

## Carreira

### Racing Club
Schlegel formou-se nas categorias de base do Racing Club, onde passou da equipe sub-20 ao Racing Club II em 2017, antes de estrear profissionalmente em 2 de dezembro de 2017, como titular no empate por 2–2 contra o Newell's Old Boys.

### Orlando City
Em 23 de dezembro de 2019, Schlegel foi emprestado por uma temporada ao Orlando City, da Major League Soccer, para disputar a temporada de 2020. Estreou em 7 de março, como titular na derrota por 2–1 fora de casa contra o Colorado Rapids.
Em 12 de setembro de 2020, ganhou destaque no clássico da Flórida contra o Inter Miami CF, quando foi expulso temporariamente após um lance revisado pelo VAR, mas acabou absolvido devido a um impedimento na origem da jogada. Apesar da polêmica, foi elogiado pelo desempenho defensivo e pela postura combativa.
Em 21 de novembro de 2020, participou do primeiro jogo de playoffs da história do Orlando contra o New York City FC. Com a expulsão do goleiro Pedro Gallese, Schlegel assumiu a posição de goleiro durante a disputa de pênaltis e defendeu uma cobrança decisiva, garantindo a classificação para as semifinais da conferência.
Seu contrato foi efetivado em 2 de dezembro de 2020, tornando-se jogador em definitivo do clube.
Em 27 de maio de 2022, foi multado pelo Comitê Disciplinar da MLS por demora em deixar o campo após receber cartão vermelho em partida contra o Austin FC.
Em 25 de novembro de 2023, diante do Columbus Crew, recebeu o segundo cartão amarelo e recusou-se a sair de campo, sendo posteriormente multado pelo Comitê Disciplinar.

## Títulos
Racing Club
- Campeonato Argentino: 2018–19
- Troféu de Campeões da Superliga Argentina: 2019

Orlando City
- U.S. Open Cup: 2022